# Magyarok Nagyasszonya-templom (Keszthely)
A keszthelyi Magyarok Nagyasszonya-templom gótikus stílusban épült középkori templom Keszthely főterén. A város legrégebbi most is álló épülete, továbbá itt találhatók a mai Magyarország legnagyobb gótikus freskói, amelyeket 1974-ben fedeztek fel. 
A templom 1390 körül készülhetett. Építtetőjét, az 1397-ben kivégzett Lackfi István nádort itt a templomban temették el. Laczkfy Nagy Lajos király bizalmas embere volt, és a királlyal részt vett az itáliai hadjáratban is. Hűsége és a szolgálatának jutalmául 1346-ban megkapta a királytól Csáktornyát és a hozzá tartozó birtokokat, így Keszthelyt is. A nádor erősen lekopott vörös márvány sírköve ma a szentély falában látható. A szentélyben és a diadalíven helyezték el a Festetics család síremlékeit. 1878-ban egy neogót stílusú tornyot emeltek a templom bejárata elé, és ebbe helyezték át a nyugati oromfal eredeti, 14. századi rózsaablakát. A templomot Szűzanya, a Magyarok Nagyasszonya tiszteletére szentelték fel. A templom előtt található Lackfi István nádor a millennium évében állított lovasszobra.

## A templom részei
A templom három részből áll: a neogót, 19. századi toronyból, illetve előcsarnokból, a templomhajóból és a nyolcszög három oldalával záródó szentélyből. A templomtesthez északról a kolostor, kerengő, sekrestye, délről a Szent Anna-kápolna csatlakozik. A templom egyedülálló értékei az utóbbi években feltárt freskók. A ma látható freskódísz, töredékessége ellenére is, Magyarország egyik legteljesebb ismert szentélydekorációja.

## Miserend
- hétfő: 8:00, 18:00
- kedd: 8:00, 18:00
- szerda: 8:00, 18:00
- csütörtök: 8:00, 18:00
- péntek: 8:00, 18:00
- szombat: 18:00
- vasárnap: 8:30, 11:00, 18:00